# ییژی زوبریسکی
ییژی زوبریسکی (چکی: Jiří Zubrický؛ زادهٔ ۸ فوریهٔ ۱۹۶۴) وزنه‌بردار اهل چکسلواکی بود.
وی در مسابقات کشوری و بین‌المللی در مجموع برندهٔ ۲ مدال برنز شده‌است.